# Mandora (pictură de Braque)
Mandora (intitulat inițial La Mandore) este o pictură în ulei pe pânză realizată în 1909-1910 de artistul francez Georges Braque. Se află la Tate Modern din Londra, care l-a achiziționat în 1966.
Este recunoscută ca fiind o capodoperă a cubismului analitic. Prezintă un instrument cu coarde, mandora, iar subiectul său este tipic pentru interesul pictorilor cubiști în reprezentarea instrumentelor muzicale. Braque și-a explicat propriul interes: „În primul rând pentru că eram înconjurat de ele și, în al doilea rând, pentru că plasticitatea lor, volumele lor, aveau legătură cu conceptul meu particular de natură statică”.